# Улица Георгия Нарбута (Чернигов)
Улица Георгия Нарбута (до 2023 года — Курская улица) (укр. Вулиця Георгія Нарбута) — улица в Новозаводском районе города Чернигова, исторически сложившаяся местность (район) Новая Подусовка. Пролегает от улицы Евгения Гребёнки до улицы Красносельского.
Примыкают улицы Полетаева, Ганны Барвинок (Минская), переулок Ганны Барвинок (Минский), Небесной Сотни (Орловская), Евгения Лоскота (Костромская).

## История
Курская улица — в честь в города Курск — была проложена и застраивалась в 1980-е годы, вместе в другими улицами 2-й очереди застройки Новой Подусовки (Новоподусовского жилого массива).
С целью проведения политики очищения городского пространства от топонимов, которые возвеличивают, увековечивают, пропагандируют или символизируют Российскую Федерацию и Республику Беларусь, 21 февраля 2023 года улица получила современное название — в честь русского и украинского художника-графика и иллюстратора Георгия Ивановича Нарбута, согласно Решению Черниговского городского совета № 29/VIII-7 «Про переименование улиц в городе Чернигове» («Про перейменування вулиць у місті Чернігові»).

## Застройка
Улица пролегает в северном направлении, параллельно улице Глебова. Парная и непарная стороны улицы заняты усадебной застройкой, начало (до примыкания переулка Ганны Барвинок) непарной стороны — территория автотранспортного предприятия.  
Учреждения: нет